# Rydebäcks kyrka
Rydebäcks kyrka är en kyrka i Rydebäck söder om Helsingborg. Den är distriktskyrka i Kvistofta församling i Lunds stift.
Samhället Rydebäck började byggas ut i början av 1960-talet då ett byggnadskonsortium köpte upp Rydebäcks gård med avsikten att bygga ett villaområde på dess marker. Orten växte snabbt upp, men under dess ungdom saknades praktiskt taget all service och frågan om en gudstjänstlokal saknade fortfarande lösning. Ett församlingshem uppfördes dock 1979 och i anknytning med detta fanns en utomhusliggande amfiteaterliknande kyrka, en så kallad friluftskyrka. Efter 20 års planer på en kyrka stod slutligen Rydebäcks snäckformade kapell färdigt 1995. Kapellet uppfördes i anslutning till det äldre församlingshemmet i Rydebäcks centrum. Invigningsgudstjänsten ägde rum den 7 maj 1995 och förrättades av den dåvarande biskopen i Lunds stift K. G. Hammar. 
Arkitekt var Bertil Mernsten, som hämtade inspiration från Bornholms rundkyrkor. Byggnaden är uppförd i ljusgult hålkälstegel och har runda fasader som successivt reser sig upp allt högre. Fasaden genomskärs i norr av tre smala fönsterslitsar. En i kyrkorummet asymmetriskt placerad pelare bär upp utstrålande, blottade takbjälkar som stiger med taket. Exteriört fortsätter pelaren för att bilda en sorts tornspira, krönt av ett kors, i byggnadens högsta del i öster. I mellanrummet mellan pelaren och fasaden löper en vertikal fönsteröppning för att släppa in söderljuset som sedan slår mot den välvda innerväggen vid koret.
Kyrkan saknade orgel de två första åren och inte förrän 1997 var en orgel på plats. Orgeln, som är niostämmig helmekanisk, byggdes av orgelbyggaren Knut Kaliff från Ålem och har en blandning av traditionellt svenska material och mer exotiska. Orgelhuset består av traditionellt linoljebonad ek, tangenterna av ungerskt hästben och ebenholts, registerandragen av bobinga. Orgeln är enligt gammal tradition placerad i kyrkans kor och invigdes i gudstjänsten den 23 mars 1997.
I kyrkans lokaler bedrivs verksamhet för alla åldersgrupper, till exempel babyrytmik, körer och ungdomar.